# Il sapore del sangue (film)
Il sapore del sangue (Clay Pigeons) è un film del 1998 diretto da David Dobkin.

## Trama
Earl scopre che l'amico Clay ha una storia con sua moglie Amanda e si uccide davanti a lui. Sentendosi in colpa, Clay cerca di resistere alle avance della vedova quando lei insiste per continuare con la loro storia come se nulla fosse accaduto. In seguito Clay conosce in un locale un camionista cow-boy di nome Lester Long; i due fanno amicizia e Lester uccide Amanda, nel tentativo di aiutare il suo compagno di pesca. Ma Clay diviene effettivamente il principale sospettato di questo e di altri omicidi commessi nella zona, in realtà tutti opera di Lester Long.